# San Bernardo (Sevilla)
San Bernardo es un barrio junto a la Ronda histórica y cercano al centro de la ciudad de Sevilla, Andalucía, España.

## Denominación
Debe su nombre a que el día de San Bernardo, el 22 de agosto, del año 1247, el rey Fernando III de Castilla estableció en este paraje, situado al otro lado del  Tagarete, parte de su ejército iniciando así el asedio que llevaría a la conquista de la ciudad más de un año después, el 23 de noviembre de 1248. Algunos nombres de las calles del barrio recuerdan este hecho como Campamento, Santo Rey o  Cofia y hasta 1859 la vía principal se denominó Ancha de San Bernardo. Antes de la Conquista de Sevilla, el arrabal extramuros correspondiente a San Bernardo era conocido como Benialofar.

## Historia
San Bernardo antes de ser urbanizado era un lugar situado extramuros de la ciudad y al otro lado también del arroyo Tagarete que servía de defensa natural de la ciudad. Junto a esta zona existía una laguna (al-buhaira en árabe) que fue desecada en el reinado de Al-Mu'tamid, en la que se crearon unas huertas y en el siglo XII, Abu Yaacub Yúsuf construyó un palacio con jardines junto a dichas huertas.[cita requerida] El barrio colindante al de San Bernardo conserva actualmente el nombre de la Buhaira.
A partir del siglo XIV proliferaron en la zona las fundiciones, que se especializaron en la construcción de piezas de artillería. En el siglo XVI esos obreros fueron levantando su barrio. En el siglo XVI se fundieron allí las esculturas de Bartolomé Morel, como el Giraldillo (1568). 
El barrio mantuvo históricamente un carácter marginal por su situación extramuros. Su cercanía al Tagarete provocaba frecuentes inundaciones y la existencia de malos olores y despojos procedentes de las industrias colindantes como el matadero o de las más distantes como la fábrica de salitre o del presidio de San Agustín y también por los ruidos provocados por la fábrica de artillería. Su población quedaba aislada de la ciudad durante la noche cuando se cerraba en la muralla la puerta de la Carne.
En el siglo XVI se edificó la parroquia de San Bernardo. Según la tradición, la iglesia fue construida sobre el solar de una antigua ermita que había sido construida por mandato de Fernando III. Destacan sus fachadas y cúpulas, sobre todo la que con tambor y linterna se levanta sobre el crucero, el retablo mayor, el retablo barroco de la nave de la epístola y la Virgen del Rosario. La parroquia es sede de la Hermandad del Cristo de la Salud, que procesiona durante el Miércoles Santo. En la parroquia también destaca el lienzo del Juicio Final de Herrera el Viejo, pintado entre 1628 y 1629.
Durante el reinado de Felipe III se sustituyeron las fundiciones privadas para crear la Fundición de Bronces de Artillería, ampliando los talleres. En los años 80 del siglo XVIII, bajo gobierno de Carlos III, se reconstruyó la fábrica, conocida ya como Real Fábrica de Artillería.
Un gran avance para el barrio fue el entubamiento del arroyo Tagarete a mediados del siglo XIX, y también el derribo de las murallas mejoró la comunicación con la ciudad.

### El establecimiento de vías del ferrocarril

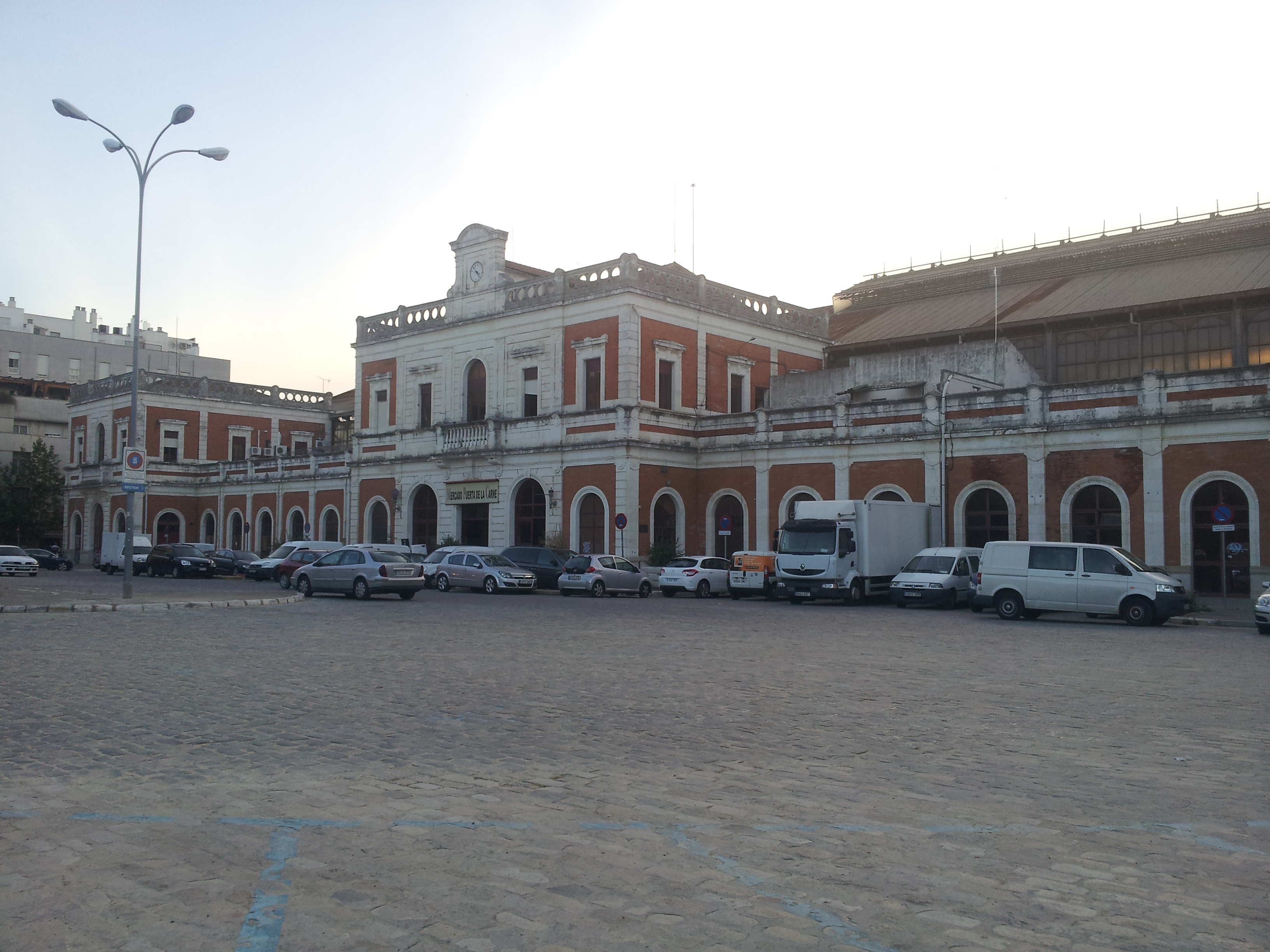
Antigua estación de San Bernardo.

Aunque en el siglo XIX el derribo de las murallas supuso un mayor contacto con la ciudad, inmediatamente después el establecimiento de las vías de ferrocarril hacia la cercana antigua estación de Cádiz, abierta en 1902 también conocida como estación de Cádiz, que fue clausurada en 1991.  contribuyó otra vez al aislamiento del barrio provocando protestas al Ayuntamiento, que solucionó de forma transitoria  con un puente de madera y un paso subterráneo entre la avenida de Cádiz y la calle San Bernardo. En 1924 con la construcción del puente de San Bernardo se mejoró la comunicación con el centro de la ciudad. 
En 1990, se replanteó el tránsito ferroviario de la ciudad, que pasó a concentrarse en la estación de Santa Justa y supuso la desaparición de las estaciones existentes y con ellas de las vías férreas que constreñían el barrio y que pasó a integrarse plenamente en su entorno.

## Edificios singulares
- Real Fábrica de Artillería de Sevilla
- El puente y el parque de bomberos realizados ambos por el arquitecto regionalista Juan Talavera y Heredia.
- Iglesia de San Bernardo. Edificada en el siglo XVI. Según la tradición, fue construida sobre el solar de una antigua ermita levantada tras la conquista por mandato de Fernando III.[3] Destacan sus fachadas y cúpulas, sobre todo la que con tambor y linterna se levanta sobre el crucero, el retablo mayor, el retablo barroco de la nave de la epístola y la Virgen del Rosario. También es notable el lienzo del Juicio Final de Herrera el Viejo, pintado entre 1628 y 1629.[3] La parroquia es sede de la Hermandad del Cristo de la Salud, que procesiona en la Semana Santa durante el Miércoles Santo.

### Matadero y tauromaquia
San Bernardo albergó un matadero, edificado en tiempos de los Reyes Católicos. Fue inmortalizado por Miguel de Cervantes en su "Coloquio de los perros", del que dijo ser uno de los tres lugares que le quedaban al rey por ganar en Sevilla y donde hizo nacer a Berganza, uno de sus protagonistas. Junto al matadero se estableció la primera Escuela de Tauromaquia, fundada en tiempos de Fernando VII. Del barrio proceden varios notables toreros como Pepe Luis Vázquez, su hermano Manolo Vázquez (apodado el Brujo de San Bernado) o José Rivas (apodado Moreno Chico de San Bernardo).
Francisco Arjona Herrera, "Cúchares", falleció el 4 de diciembre de 1868 en la capital cubana, donde fue enterrado, en 1885. Sus restos fueron posteriormente trasladados a España y reposan en la parroquia de San Bernardo de Sevilla.[cita requerida]